# ミスティック・クルー・オブ・コムス
ミスティック・クルー・オブ・コムス (Ye Mistick Krewe of Comus) はルイジアナ州ニューオーリンズのカーニバルのクルー(krewe)で、1856年に創設された。
コムスの出現以前、ニューオーリンズでのカーニバルの祝賀は、たいていカトリック教会のクレオールのコミュニティに限られ、パレードは不定期に、非公式に組織されて行われた。1856年12月、ほとんどが合衆国の他の地域から来たアップタウンのプロテスタントであるニューオーリンズのビジネスマン達は、ニューオーリンズ・マルディグラの夜にパレードと舞踏会を催す団体を創設するために集まった。
名前は、 ジョン・ミルトンの作品「Lord of Misrule」の中の登場人物、「マスク・コムス」から引用し、パレードのやり方はモービルのカーニバルグループ、「Cowbellion de Rakin Society」に感化された。コムスとは、ギリシア神話の中においては祭礼の神とされる。
コムスのメンバーは、クルーのイベントで公的にアピールするときはいつも仮面をつけていたので、彼らの身元は不明のままだった。現在では秘密主義的要素は消え、普通の会員資格制度をしいている。

## マルディグラ・パレード
最初のコムスのパレードは1857年のマルディグラで行われ、年中行事のひとつとなる。コムスをモデルにして、19世紀にニューオーリンズに出現した他の団体もまた「クルー」として知られるようになる。マルディグラの夜のパレードでは、コムスは長い間、ニューオーリンズのカーニバル・シーズンの最後のパレードであった。それは レックスやズールー・ソシアル・エイド&プレジャー・クラブが日中に行うパレードよりも小さく、地味なものだった。
コムスのパレードは、しばしば古代の歴史と神話に関連したあいまいなテーマで知られるようになった。他のニューオーリンズのパレードのテーマが「世界の食」や「ブロードウェイの音楽」であっても、コムスのテーマは「古代中近東の蛇の神」といった具合だった。
1911年、ニューオーリンズ市議会では、マルディグラのクルーを含む社会的な団体が、人種や宗教、性別、性的指向によって差別しないこととひきかえに、市がパレードの許可証とその他の公的な免許証を与えて公認すという法令が通過された。事実上、この法令は、クルーなどの私設社会的集団が、伝統的な秘密主義的コードを捨てて、メンバーの身元を明らかにすることが必要になった。コムスの団体（もうひとつの19世紀のクルー、モーモス(Momus)も同様に）は、会員資格を特定するよりも、むしろパレードから撤退することを選んだ。
後に、２つの連邦裁判所が、これは法令を条件としたグループのプライバシーへの不当な侵入であると宣言し、最高裁判所はこの決定から、ニューオーリンズ市の上告を棄却した。
ミスティック・クルー・オブ・コムスは、現在でもマルディグラの夜に舞踏会を催している。